# امیرمحمد نکونام
امیر محمد نکونام (زاده ۲۴ تیر ۱۳۷۷ در تهران) ورزشکار رشته تیراندازی با تفنگ و عضو تیم ملی تیراندازی ایران است.همچنین امیرمحمد نکونام با رکورد (۶۳۴.۴) رکورددار تفنگ بادی ۱۰ متر ایران می باشد

## رکوردها
رکورد های به ثبت رسیده:
| نام رکورد                         | ورزشکار          | رکورد | رویداد                                        |
| --------------------------------- | ---------------- | ----- | --------------------------------------------- |
| تفنگ بادی ۱۰ متر آقایان           | امیر محمد نکونام | ۶۳۴/۴ | مرحله چهارم مسابقات آزاد تیراندازی تفنگ-۱۴۰۱  |
| تفنگ بادی ۱۰ متر جوانان پسر ایران | امیر محمد نکونام | ۶۳۰/۲ | هفته اول مسابقات لیگ برتر تیراندازی تفنگ-۱۳۹۷ |
| تفنگ درازکش ۵۰ متر جوانان ایران   | امیر محمد نکونام | ۶۱۶/۷ | مسابقات بین‌المللی هانوفر-۱۳۹۶                 |

## بازی های آسیایی
| دوره | میزبان           | ورزشکار          | رویداد                          | مقدماتی | مقدماتی | فینال                           | فینال       |
| دوره | میزبان           | ورزشکار          | رویداد                          | امتیاز  | رتبه    | امتیاز                          | رتبه        |
| ---- | ---------------- | ---------------- | ------------------------------- | ------- | ------- | ------------------------------- | ----------- |
| ۲۰۱۸ | جاکارتا، اندونزی | امیر محمد نکونام | تفنگ بادی ۱۰ متر                | ۶۲۵/۷   | ۶ Q     | ۱۴۱/۱                           | ۷           |
| ۲۰۱۸ | جاکارتا، اندونزی | امیر محمد نکونام | تفنگ بادی ۱۰ متر تیمی میکس      | ۸۲۴/۴   | ۷       | راه نیافتند                     | راه نیافتند |
| ۲۰۲۲ | هانگژو ، چین     | امیر محمد نکونام | تفنگ بادی ۱۰ متر                | ۶۲۸/۸   | ۱۲      | راه نیافت                       | راه نیافت   |
| ۲۰۲۲ | هانگژو ، چین     | امیر محمد نکونام | تفنگ بادی ۱۰ متر تیمی مردان     |         |         | ۱۸۸۵/۶                          | ۴           |
| ۲۰۲۲ | هانگژو ، چین     | امیر محمد نکونام | تفنگ بادی ۱۰ متر تیمی میکس      | ۶۲۹     | ۵ QB    | مدال برنز · قزاقستان · L ۱۱ -۱۷ | ۵           |
| ۲۰۲۲ | هانگژو ، چین     | امیر محمد نکونام | تفنگ سه وضعیت ۵۰ متر مردان      | ۵۷۶     | ۲۰      | راه نیافت                       | راه نیافت   |
| ۲۰۲۲ | هانگژو ، چین     | امیر محمد نکونام | تفنگ سه وضعیت ۵۰ متر تیمی مردان |         |         | ۱۷۴۲                            | ۵           |

## افتخارات
سه وضعیت ۵۰ متر:
مدال طلای انفرادی جوانان قهرمانی جهان چانگ وون ۲۰۱۸ 
تفنگ بادی ده متر :
مدال نقره تیمی المپیک دانشجویان ناپولی ۲۰۱۹
مدال نقره انفرادی جوانان قهرمانی جهان چانگ وون ۲۰۱۸ 
مدال نقره میکس جوانان قهرمانی جهان چانگ وون ۲۰۱۸ 
مدال نقره تیمی جوانان قهرمانی جهان چانگ وون  ۲۰۱۸ 
مدال برنز تیمی مسابقات قهرمانی آسیا دوحه ۲۰۱۹ 
مدال طلای تیمی جوانان مسابقات قهرمانی سلاح های بادی آسیا تهران ۲۰۱۶ 
مقام ششم مسابقات تیراندازی قهرمانی جهان قاهره ۲۰۲۲
مقام هفتم بازی‌های آسیایی ۲۰۱۸ 
مقام چهارم تیمی جام جهانی هند ۲۰۲۱ 
مقام پنجم تیمی جام جهانی کرواسی ۲۰۲۱ 